# Давид з Мункторпа
Святий Давид з Мункторпа (швед. David av Munktorp) — англо-саксонський клюнійський монах ХІ століття, місіонер, святий, вшановується у Швеції.
Давид був посланий поширювати християнство у Швецію зі святими Зигфрідом, Ботвідом та Ескілем. Давид, Ескіль і Ботвід проповідували, головним чином, в Седерманланді і Вестманланді, в районі озера Меларен.
Давид пов'язаний з селом Мункторп, що розташоване в муніципалітеті Чепінг у Вестманланді. Він, як вважається, побудував церкву у Мункторпі (Munktorps kyrka).
Він прагнув стати мучеником, але помер з природних причин у 1082 році. Після смерті його мощі поховані в церкві Мункторпа.